# S行列の理論
素粒子のS行列を、解析性とユニタリー性だけから求めようとする理論のことをS行列の理論という。

## 概要
ハミルトニアンが与えられれば、原理的にはS行列を求めることが可能である。しかし結合定数のべき級数で展開する摂動論の方法は強い相互作用の場合には近似が悪く不適当である。そこでローレンツ不変性のほかに場の理論から抽出されたいくつかの基本的な原理(たとえばS行列の解析性とユニタリー性)をつかって観測量だけからS行列を求めようという理論をS行列の理論という。
初期の段階では、マンデルスタム表示とユニタリー性を使ってS行列を求めようとする試みが多かったが、その後発展してレッジェ極理論、双対性の理論などが生まれた。S行列理論では素粒子と複合粒子の区別がつかない。そこでどのハドロンもいくつかのハドロンの複合粒子であって、どのハドロンがより基本的であるとはいえないという見方が可能になる。この立場を核民主主義といい、ブートストラップの基礎となった考え方である。